# NGC 7300
NGC 7300 ist eine Balken-Spiralgalaxie mit ausgedehnten Sternentstehungsgebieten vom Hubble-Typ SBb im Sternbild Aquarius auf der Ekliptik. Sie ist schätzungsweise 223 Millionen Lichtjahre von der Milchstraße entfernt und hat einen Durchmesser von etwa 125.000 Lichtjahren.

Im selben Himmelsareal befinden sich u. a. die Galaxien NGC 7298, NGC 7302.
Die Supernovae SN 1996ca (Typ-Ia) und SN 2015au (Typ-IIb) wurden hier beobachtet.
Das Objekt wurde am 26. Juli 1830 vom britischen Astronomen John Herschel entdeckt.

## NGC 7300-Gruppe (LGG 458)
| Galaxie   | Alternativname | Entfernung/Mio. Lj |
| --------- | -------------- | ------------------ |
| NGC 7300  | PGC 69040      | 222                |
| NGC 7251  | PGC 68604      | 221                |
| NGC 7298  | PGC 69033      | 229                |
| PGC 68593 | MCG -03-57-001 | 230                |
| PGC 68958 | MCG -03-57-008 | 196                |